# Золота
Золота — річка в Україні, у Калинівському й Вінницькому районах Вінницької області, права притока Жерді (басейн Південного Бугу).

## Опис
Довжина річки  6,4 км, площа басейну - 13,5 км².

## Розташування
Бере початок у селі Сальник. Тече переважно на південний схід і у Лісовій Лисіївці впадає у річку Жердь, праву притоку Десни. 